# 대동병원
대동병원은 부산광역시 동래구 충렬대로 187에 위치한 종합병원이다.

## 연혁
- 1945년 10월 1일 부산시 동래구 수안동 183번지에서 대동의원 개원
- 1954년 10월 1일 대동외과병원으로 명칭 변경
- 1967년 3월 25일 학교법인 화봉학원 설립인가 및 대동병원으로 명칭 변경
- 1970년 12월 26일 대동간호학교 설립인가
- 1986년 5월 31일 신축 병원 준공
- 1986년 6월 14일 신축병원(동래구 명륜1동 530-1번지)으로 이전 개원
- 1980년 2월 21일 종합병원으로 인가
- 2010년 4월 8일 신관병동 증축 준공식

## 같이 보기
- 대동대학교